# Barbara Wieck

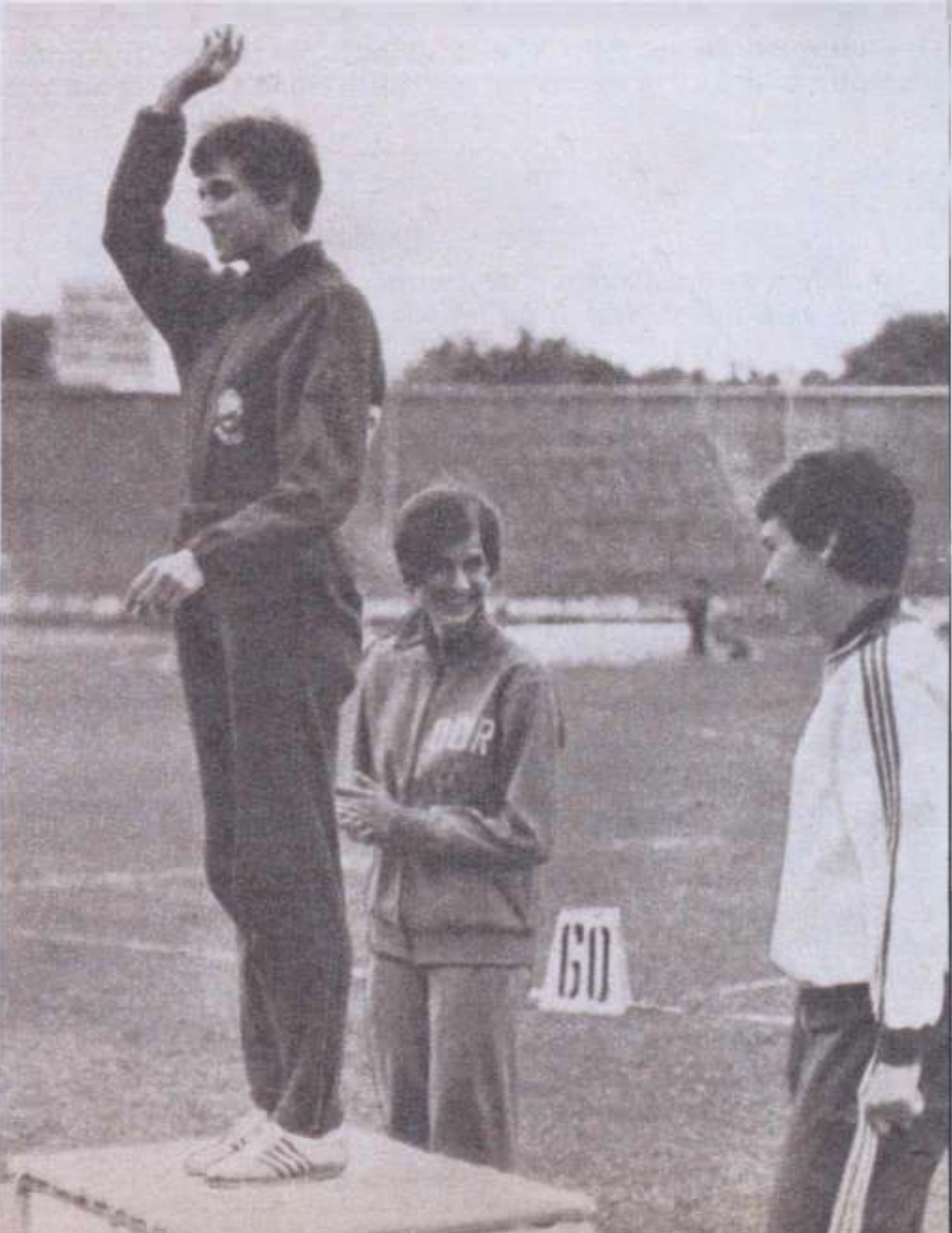
Barbara Wieck (Mitte, Rumänien 1969)

Barbara Wieck (* 26. Februar 1951 in Koserow) ist eine deutsche Leichtathletin und Olympiateilnehmerin, die – für die DDR startend – in den 1960er Jahren eine erfolgreiche 800-Meter-Läuferin war.
Ihr größter Erfolg ist der Sieg bei den Europäischen Hallenspielen 1969.
Am 4. Oktober 1969 war sie in Cottbus an einem Weltrekord der DDR-Nationalstaffel im 4-mal-800-Meter-Lauf beteiligt (8:33,0 min: Gertrud Schmidt, Gunhild Hoffmeister, Waltraud Pöhland, Barbara Wieck).
Barbara Wieck gehörte dem SC Empor Rostock an. Bei einer Größe von 1,73 m hatte sie ein Wettkampfgewicht von 54 kg.

## Einsätze bei internationalen Höhepunkten im Einzelnen
- 1966, Europäische Juniorenspiele: Platz 3 (2:09,0 min)
- 1968, Olympische Spiele: im Vorlauf ausgeschieden; Europäische Juniorenspiele: Platz 1 (2:06,3 min)
- 1969, Europameisterschaften: Platz 4 (2:02,7 min); Europäische Hallenspiele: Platz 1 (2:05,3 min)